# Psaenythia anthidioides
Psaenythia anthidioides är en biart som beskrevs av Holmberg 1921. Psaenythia anthidioides ingår i släktet Psaenythia och familjen grävbin. Inga underarter finns listade i Catalogue of Life.